# Maulay
Maulay es una población y comuna francesa, situada en la región de Poitou-Charentes, departamento de Vienne, en el distrito de Châtellerault y cantón de Loudun.

## Demografía
| 356 | 321 | 238 | 212 | 212 | 189 |
| Para los censos de 1962 a 1999 la población legal corresponde a la población sin duplicidades (Fuente: INSEE [Consultar]) |     |     |     |     |     |